# Đồng hồ thiên văn Praha

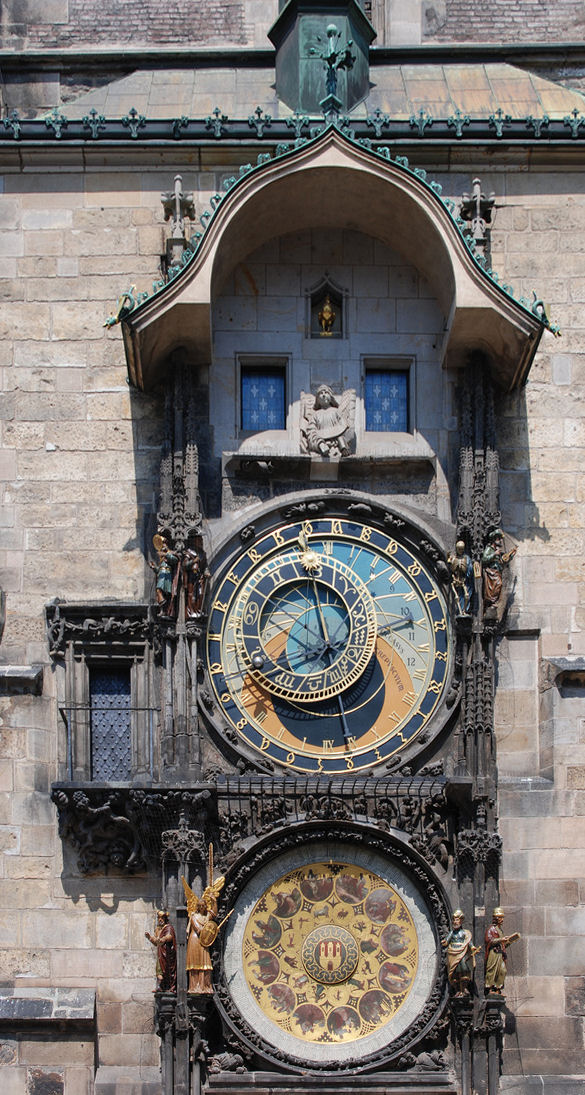
đồng hồ

Đồng hồ thiên văn Praha (tiếng Séc: Pražský orloj [praʃskiː orloj]), nằm tại thủ đô của Cộng hòa Séc. Đồng hồ được lắp đặt lần đầu vào năm 1410, là đồng hồ thiên văn cổ thứ ba và cổ nhất vẫn còn hoạt động trên thế giới.
Đồng hồ thiên văn được đặt tại bức tường phía nam của Tòa thị chính Thành Cổ ở Quảng trường Thành Cổ. Đồng hồ này về mặt kỹ thuật thì bao gồm ba gồm ba bộ phận chính: mặt đồng hồ thiên văn, tượng trưng cho vị trí của Mặt Trời và Mặt Trăng trên bầu trời và hiển thị các chi tiết thiên văn khác nhau; "Bước chân của các Tông đồ", một bộ máy đồng hồ hiển thị mỗi giờ một nhân vật trong các Tông đồ và các nét điêu khắc chuyển dịch khác- đáng chú ý là một nhân vật của Cái chết (đại diện là một bộ xương); và một mặt đồng hồ lịch với các mề đay đại diện cho các tháng.